# Połom
Połom [pronunciación en polaco: /ˈpɔwɔm/] (en alemán: Polommen) es un pueblo ubicado en el distrito administrativo de Gmina Świętajno, dentro del Condado de Olecko, Voivodato de Varmia y Masuria, en Polonia del norte. Se encuentra aproximadamente a 4 kilómetros al suroeste de Świętajno, a 16 kilómetros al oeste de Olecko, y a 120 kilómetros al este de la capital regional Olsztyn.
Antes de 1945, el área fue parte de Alemania (Prusia Oriental).